# Via Rail

Logotyp.

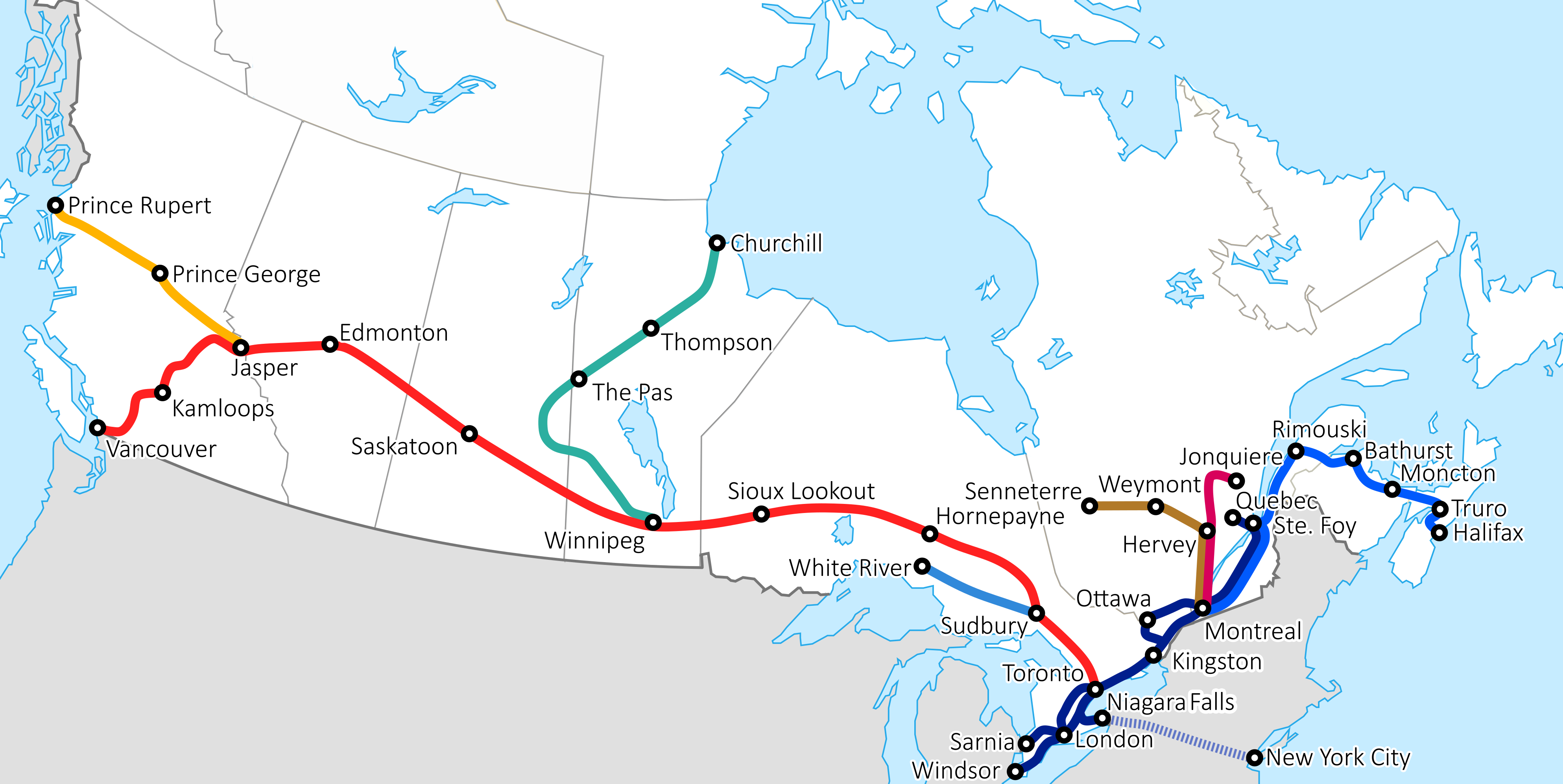
Linjenätskarta.

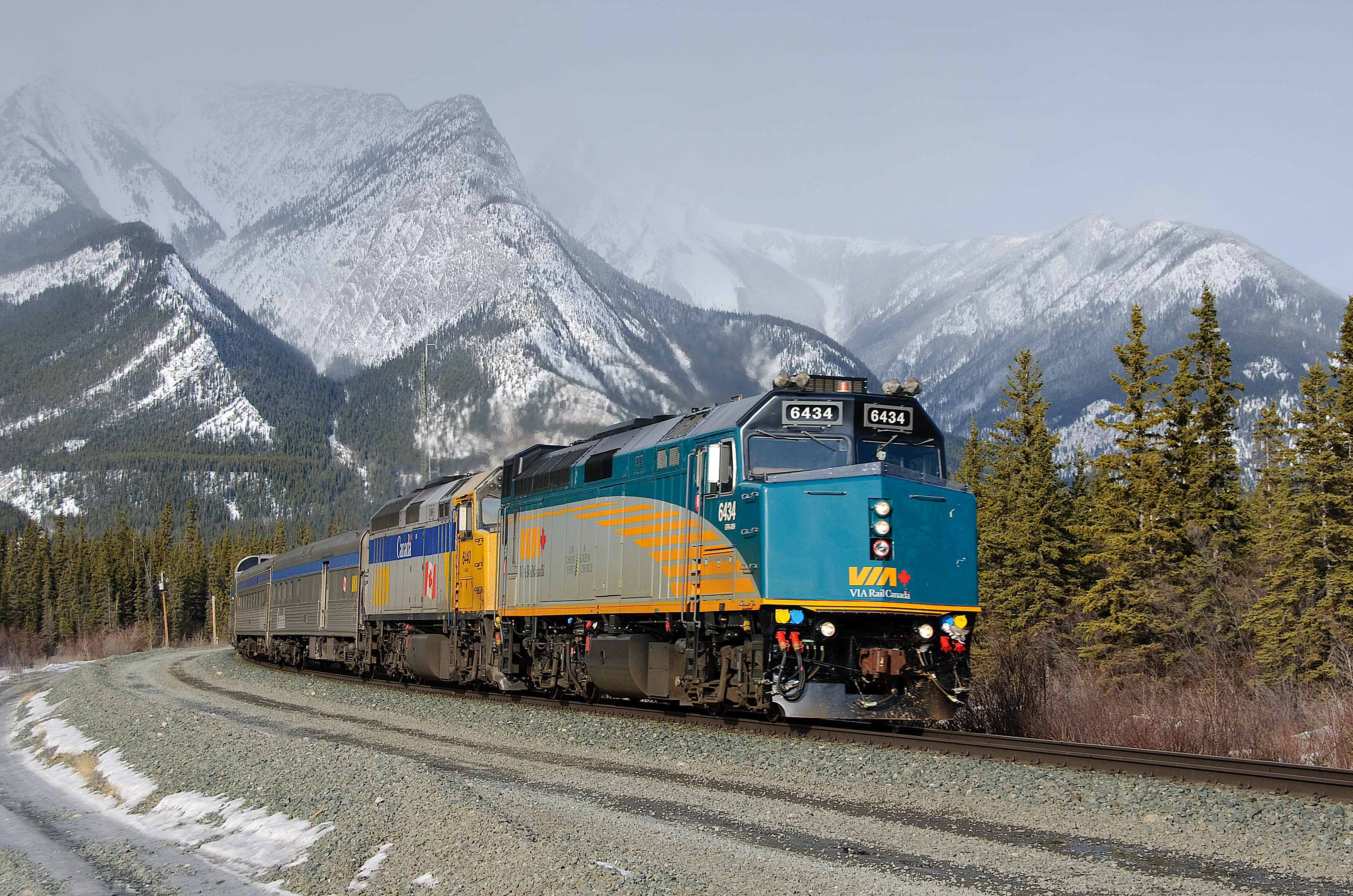
The Canadian i Jasper, Alberta med Klippiga bergen i bakgrunden.

Via Rail Canada Inc., vanligen benämnt som VIA Rail är ett kanadensiskt federalt statsägt företag (engelska: Crown corporation) med mandat att bedriva persontrafik med fjärrtåg inom landet.

## Bakgrund
Via Rail bildades 1978 och övertog persontågstrafiken från Canadian National Railway (CN) samt Canadian Pacific Railway (CP). Merparten av de 14 000 kilometerna som Via Rail bedriver persontågstrafik på ägs av dessa två godstrafikbolag, men VIA äger själva 140 km i Ontario. Större nedskärningar ägde rum 1981 och 1991 och trafiken har därefter varit cirka en fjärdedel av vad som fanns vid grundandet. Huvudkontoret är beläget i Montréal.
Via Rail har omkring fyra miljoner resande per år.
Merparten av trafiken utförs i "korridoren", det tätbefolkade bältet mellan Windsor och staden Québec, som inkluderar halva Kanadas befolkning och miljonstäderna Toronto, Montréal samt huvudstaden Ottawa. Andra linjer inkluderar The Canadian, en 4 000 kilometer lång sträcka som tar tre dagar enkel resa från Toronto Union Station till Vancouver på västkusten och vice versa. En annan är Ocean mellan Montréal och Halifax på östkusten. Andra linjer betjänar avlägsna områden i provinserna Québec, Ontario och Manitoba. VIA bedriver trafik i åtta av Kanadas provinser; samtliga förutom Prince Edward Island samt Newfoundland and Labrador.